# Byhleguhre-Byhlen
Byhleguhre-Byhlen település Németországban, azon belül Brandenburgban. Lakosainak száma 767 fő (2023. december 31.). Byhleguhre-Byhlen Schwielochsee és Spreewaldheide községekkel határos.

## Népesség
A település népességének változása:
| Lakosok száma | 770  | 731  | 732  | 753  | 779  | 767  |
|               | 2014 | 2017 | 2019 | 2021 | 2022 | 2023 |